# Camera dell'Assemblea dell'Australia Meridionale
La Camera dell'Assemblea dell'Australia Meridionale è la camera bassa del Parlamento dell'Australia Meridionale. Essa si riunisce, insieme al Consiglio legislativo, nel Palazzo del Parlamento a Adelaide.
Essa è composta da 47 membri ed è rinnovata ogni quattro anni.

## Storia
L'attuale Camera dell'Assemblea è stata creata, insieme al Consiglio legislativo, dalla Costituzione dell'Australia Meridionale nel 1857, dopo aver ottenuto l’auto-governo dall’Impero britannico. Essa si è trasformata in legislatura statale con l’adesione dell’area all’Federazione nel 1901.

## Competenze
L’Assemblea ha il potere di eleggere e censurare il Premier, approvare la legge di bilancio e legiferare su tutte le materie non attribuite alla Federazione, essendo questa, a differenza dei Territori, legittimata da un potere sovrano statale preesistente e riconosciuto dalla Costituzione nazionale, non delegato dal Governo federale.  